# Anaphes iole
Anaphes iole är en stekelart som beskrevs av Girault 1911. Anaphes iole ingår i släktet Anaphes och familjen dvärgsteklar. Inga underarter finns listade i Catalogue of Life.